# Новоукраїнський ліцей "Лідер"
Новоукраїнський ліцей "Лідер" (школа №7) — освітній заклад Новоукраїнської міської ради Кіровоградської області.

## Історія
Історія Новоукраїнського ліцею "Лідер" розпочалася у 30-ті роки. Це була велика двоповерхова споруда, побудована на місті колишньої єврейської синагоги, що знаходилася на перехресті вулиць Кірова і Володарського  (район Молдавки).
Школа була десятирічною і свій перший випуск  здійснила у 1937 році.
Директором школи був Чоботарьов Сергій Тимофійович.
Під час війни приміщення школи було зруйноване. Після звільнення відбудувати його було неможливо.
Після війни в Новоукраїнку приїхало багато людей, які спілкувалися російською мовою. Тому прийняли рішення про відкриття школи з російською мовою навчання. Робилося це у кілька етапів. Спочатку, у 1945 році відокремили класи з російською мовою навчання і перевели їх у приміщення, що знаходилося на перехресті вулиці Воровського і Кузнечного провулку (напроти центрального стадіону).
Так відродилася Новоукраїнська школа №7, але вже як  семирічна із російською мовою навчання.
Директором був призначений вчитель географії Петренко Олександр Петрович.
До початку 1945-1946 навчального року при сприянні райвиконкому (голова Оснач Іван Іванович) та районного відділу освіти (завідуюча Соколова Ніна Олексіївна) закупили шкільні обладнання і меблі. Приміщень не вистачало, було лише чотири класні кімнати, тому школа працювала у дві зміни.
Першими вчителями нової школи були: 
Авер’ян Олександра Миколаївна (завуч і вчитель російської мови), 
Наумов Сергій Олександрович (вчитель математики і креслення),  
Ніна Семенівна (вчитель української мови), 
Чобатарьов Сергій Тимофійович (вчитель хімії), 
Тараненко Віктор Іванович (вчитель фізичної культури), 
вчителі початкових класів: Поповкіна Клавдія Петрівна, Савронська Софія Семенівна, Бруславцева Дора Лазарівна. 
Нелегкі післявоєнні часи. Опалення пічне. Спочатку опалювали бадиллям соняшника, а потім учні старших класів організували заготівлю дров у Гусарському лісі. Не було електричного освітлення і навчання проводилося при світлі керосинових ламп. У 1946 році Петренко Олександр Петрович стає інспектором Новоукраїнського відділу освіти, а директором призначають Суворова Миколу Дмитровича. 
У 1954 році його заміняє Яхотін Леонід Констянтинович, який працював на цій посаді до 1959 року. При ньому школу перевели в інше приміщення – Новоукраїнської вечірньої школи №6 (до 1962 року). 
Починаючи з 1954 року школа стає середньою. В цей час тут працювали:
Кулакова Людмила Сергіївна – вчитель російської мови,  Харута Таміла Степанівна – вчитель – методист, Сидоренко Надія Петрівна – вчитель української мови, Гордієнко Зоя Дмитрівна – вчитель хімії.
Перший випуск 10 класу відбувся у 1955 році. У 1959 році школу очолила Поповкіна Діна Данилівна – людина наполеглива і енергійна, яка поставила питання про будівництво нового сучасного приміщення для школи. Таке будівництво розпочалося у 1959 році на місці колишніх майстерень РТС.
Очолював його відомий у місті будівельник Даніч. На будівництво школи держава виділила великі на той час гроші – 309 тисяч карбованців. Допоміг і колгосп « Росія» виділивши 500 тисяч. 
Спільними зусиллями взимку 1961 року будівництво завершили і в грудні цього ж року у ній розпочалися заняття. 
В 1962 році директором школи став працювати Бондаренко Василь Іванович, який до цього був завучем. 
В 1975 році школу очолює Левицька Олександра Іллінічна. Людина енергійна і цілеспрямована, вона доклала багато зусиль для того, щоб очолюваний нею педагогічний колектив став одним з кращих у місті. 
Багато сил витратили на капітальний ремонт приміщення школи, вона була перекрита, облицьована плиткою. 
У 1986 році Олександра Іллінічна йде на заслужений відпочинок, але до цього часу підтримує зв’язки із школою. 
З 1986 по 1994 рік школу очолює Гордієнко Анатолій Павлович. Він доклав багато зусиль для покращення матеріальної бази школи, організації гарячого харчування учнів, збільшилася кількість учнів, тому початкові класи довелося розмістити у приміщенні дитячого садка №3.
        Кількість учнів, тому початкові класи довелося розмістити у приміщенні дитячого садка №3. Новий моральний імпульс для свого розвитку школа отримала у 1994 році, коли директором стала Тоток Тетяна Василівна.
Вона поставила собі мету створити на базі школи навчальний заклад нового типу-гімназію, де б могли навчатися обдаровані діти.
Ідею створення такого навчального закладу підтримала завідуюча відділом освіти Крецул Людмила Іванівна та голова районної державної адміністрації Макодзеба Микола Гаврилович. Завдяки спільним зусиллям бажаного вдалося досягти.
        Вчителі-гордість Новоукраїнського ліцею "Лідер"
Карабуля Діна Іванівна
Калишникова Надія Семенівна
Чемарська Тамара Митрофанівна 
Кричунова Надія Микитівна
Гордієнко Зоя Дмитрівна
Юськов Анатолій Данилович 
Бондаренко Василь Іванович 
Бондаренко Лариса Семенівна
Болят Михайло Євсейович 
Кириченко Лідія Карлівна
Вакуленко Микола Терентійович
Гавриленко Ольга Миколаївна
Гордієнко Анатолій Павлович
Луговський Андрій Микитович
Коган Поліна Йосипівна
Лагно Андрій Микитович
Коган Ірма Йосипівна
Феська Світлана Миколаївна
Кулакова Людмила Сергіївна
Левицька Олександра Іллінічна 
Цифра Тетяна Федорівна

## Педагогічний колектив
В школі працює педагогічних працівники, серед яких є 1 Заслужений вчитель України.

Тоток Тетяна Василівна - вчитель хімії
Залізняк Антоніна Станіславівна - вчитель початкових класів
Яценко Лариса Віталіївна - вчитель української мови і літератури
Гребенюк Наталія Володимирівна - Вчитель української мови і літератури
Мартинюк Ольга Миколаївна - вчитель української мови та літератури
Бандюк Альона Володимирівна - вчитель англійської та німецької мов
Драган Олена Павлівна - вчитель англійської мови
Нігай Олена Євгеніївна - вчитель англійської мови
Яковлєва Лариса Миколаївна - вчитель англійської мови
Каєнко Олександр Васильович - вчитель світової літератури
Карлова Тетяна Борисівна - вчитель математики
Іванова Тетяна Макарівна - вчитель математики
Маленька Юлія Миколаїна - вчитель математики
Кулакова Наталія Василівна - вчитель інформатики
Дегтярьова Наталія Миколаївна - вчитель історії
Андрейченко Людмила Іванівна - вчитель хімії та біології
Ратушна Світлана Василівна - вчитель географії
Фулга Вікторія Миколаївна - вчитель музики
Сливчук Надія Михайлівна - вчитель трудового навчання та технологій
Таровик Віталій Юрійович - вчитель фізичної культури
Бортяна Світлана Володимирівна - вчитель початкових класів
Залужна Юлія Володимирівна - вчитель початкових класів
Коновалова Лариса Миколаївна - вчитель початкових класів
Мороз Світлана Віталіївна - вчитель початкових класів
Ващенко Руслана Миколаївна - вчитель початкових класів
Акопян Надія Євгеніївна - вчитель початкових класів
Шусь Вікторія Миколаївна - Практичний психолог, вчитель початкових класів
Канаховська Ніна Іванівна - педагог-організатор
Водоп’янова Алла Володимирівна - соціальний педагог